# Серослав (Західнопоморське воєводство)
Серослав (пол. Sierosław) — село в Польщі, у гміні Волін Каменського повіту Західнопоморського воєводства.
Населення — 166 осіб (2011).
У 1975-1998 роках село належало до Щецинського воєводства.

## Демографія
Демографічна структура станом на 31 березня 2011 року:
|          | Загалом | Допрацездатний вік | Працездатний вік | Постпрацездатний вік |
| -------- | ------- | ------------------ | ---------------- | -------------------- |
| Чоловіки | 76      | 16                 | 53               | 7                    |
| Жінки    | 90      | 16                 | 54               | 20                   |
| Разом    | 166     | 32                 | 107              | 27                   |